# 사냥개자리 왜소은하
사냥개자리 왜소 은하(영어: Canes Venatici Dwarf Galaxy)는 사냥개자리에 있는 왜소 은하이다.